# Angloamerická měrná soustava

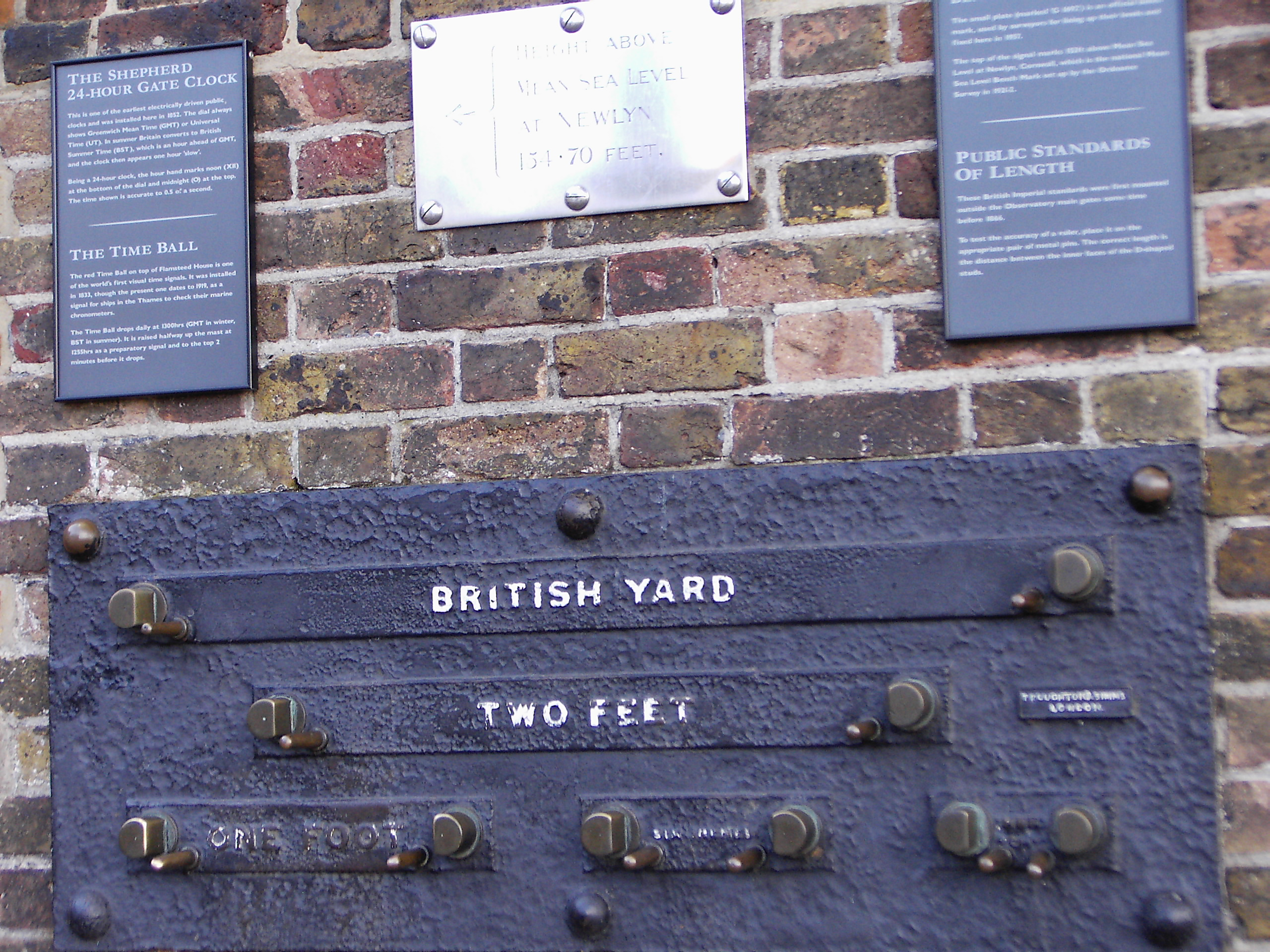
Britské délkové míry – etalony na stěně Královské observatoře v Greenwichi v Londýně.1 yard (3 stopy), 2 stopy, 1 stopa, 6 palců (1/2 stopy)

Angloamerická měrná soustava se skládá z imperiálních jednotek (imperial units), používaných i dnes ve Velké Británii, a amerických běžných jednotek (U.S. customary units), používaných v USA.

## Přehled
Zatímco ve Velké Británii, kde byla zavedena metrická soustava SI (zákonem z roku 1965, přechod ukončen roku 1995), se některé imperiální jednotky užívají ze zvyku a částečně úředně paralelně k jednotkám metrickým i dnes, je situace v USA opačná: alternativní používání metrického systému je sice úředně povoleno, omezuje se však dodnes zejména na vědeckou literaturu.
Nepřehlednost angloamerické měrné soustavy je komplikována skutečností, že téměř všechny jednotky byly v minulosti definovány vícekrát, částečně navíc rozdílně ve Velké Británii a v USA; také použití týchž jednotek ve Velké Británii a v USA je mnohdy rozdílné.
Protože jednotky obou systémů vykazují různé rozdíly, užívá se pro britské imperiální jednotky označení Imp. a pro (stejnojmenné) americké jednotky U.S. apod. Toto označení však není závazné a není vždy dodržováno.
Metodické poznámky:
- Přepočtové faktory uváděné v tabulkách se vztahují na dnes platné jednotky a řídí se – pokud možno – koeficienty soustavy SI.
- V následujících kapitolách a tabulkách je pro překlad do češtiny užíváno výrazů pro odpovídající staročeské míry; jejich velikost je však ve většině případů odlišná. České názvy v tabulkách uvedené v závorce jsou jen pomocným překladem, ne odpovídajícím označením.
- Při uvádění zkratek jednotlivých jednotek se v textu i v tabulkách nacházejí jen nejužívanější z nich; především pro starší jednotky existovalo nepřehledné množství zkratek, které zde nejsou uvedeny.

## Jednotky délky
Základní jednotkou je palec (inch, coul), jehož velikost byla 1. července 1959 určena na přesně 2,54 cm, a z něhož se odvozují další jednotky jako stopa (foot, množné číslo feet), yard, míle atd. Pro pozemní míli se užívá i názvu statute mile (zákonná míle). Při překladu anglické jednotky inch do češtiny se většinou ustálil z němčiny převzatý výraz „coul“, „palec“ je potom obdobná (staročeská) délková jednotka.
Pro zvláštní účely se dříve užívaly i jednotky geografická míle (geographical mile = 6082 feet = 1,8537936 km) a telegrafní míle (telegraph mile = 6087 feet = 1,8553176 km).
| Základní jednotky délky | Základní jednotky délky | Základní jednotky délky | V jednotkách SI | V jednotkách SI |
| jednotka                | zkratka                 | česky                   | cca             | přesně          |
| ----------------------- | ----------------------- | ----------------------- | --------------- | --------------- |
| inch                    | in, ″                   | coul (palec)            | 2,54 cm         | 2,54 cm         |
| foot                    | ft, ′                   | stopa                   | 30,5 cm         | 30,48 cm        |
| yard                    | yd                      | yard                    | 91,4 cm         | 0,9144 m        |
| mile (statute)          | mi, m                   | míle                    | 1,61 km         | 1609,344 m      |
| league                  | lea                     | legua (pěší hodina)     | 4,83 km         | 4828,032 m      |

| Vztah jednotek mezi sebou | Vztah jednotek mezi sebou | Vztah jednotek mezi sebou                  |
| jednotka                  | zkratka                   | je rovno                                   |
| ------------------------- | ------------------------- | ------------------------------------------ |
| inch                      | in                        | = 1/12 ft                                  |
| foot                      | ft                        | = 12 in                                    |
| yard                      | yd                        | = 3 ft = 36 in                             |
| mile (statute)            | mi, m                     | = 1760 yd = 5280 ft (= 8 furlong)          |
| league                    | lea                       | = 3 mi = 5280 yd = 15840 ft (= 24 furlong) |

### Polní jednotky délky
Tak zvané polní jednotky délky byly dříve užívány především pro výměr pozemků ve Velké Británii (a jejich koloniích) a jsou spíše historického významu (jednotka rod byla také nazývána pole nebo perch).
V následující tabulce uvedené délky jednotek link („článek“) a chain („řetěz“) jsou udány podle tzv. Gunterova systému (Gunter's measurement), mimo to existuje ještě tzv. Ramdenův resp. také inženýrský systém (Ramden's measurement, Engineer's measurement), jehož jednotky jsou větší (přičemž 1 řetěz má vždy 100 článků – podle kovového řetězu, kterým bylo měřeno pole). U Ramdenova resp. inženýrského řetězu platí:
- 1 link = 1 foot = 30,48 cm
- 1 chain = 100 feet = 30,48 m

| Polní jednotky délky | Polní jednotky délky | Polní jednotky délky   | V jednotkách SI | V jednotkách SI |
| jednotka             | zkratka              | česky                  | cca             | přesně          |
| link                 | l, li, lnk           | (článek)               | 20,1 cm         | 20,1168 cm      |
| rod, pole            | rd, p                | (prut)                 | 5 m             | 5,0292 m        |
| chain (Gunter's)     | ch                   | (řetěz)                | 20,1 m          | 20,1168 m       |
| furlong              | fur                  | (brázda, délka brázdy) | 201 m           | 201,168 m       |

| Vztah jednotek mezi sebou |         |                                                               |
| jednotka                  | zkratka | je rovno                                                      |
| link                      | li      | = 1/25 rd = 1/100 ch (= 7,92 inch = 0,66 foot)                |
| rod                       | rd      | = 1/4 ch = 25 li (= 198 inch = 5,5 yard = 16,5 feet)          |
| chain (Gunter's)          | ch      | = 4 rd = 100 li (= 22 yards = 66 feet)                        |
| furlong                   | fur     | = 10 ch = 40 rd = 1000 li (= 1/8 mile = 220 yards = 660 feet) |

### Námořní (nautické) jednotky
Pro měření vzdálenosti na moři (a také v letecké dopravě) se užívala námořní (také nautická) míle (nautical mile, méně často sea mile), která je o 800 stop delší než zákonná míle (tedy 6080 stop = 1853,184 m), a dříve legua (league, která by ovšem neměla být zaměněna se španělskou leguou), čítající zpravidla 3 námořní míle. Dnešní mezinárodně platná definice námořní míle (také mezinárodní námořní míle, tedy international sea mile) je od roku 1929 6076,12 stop nebo přesně 1852 metrů.
Pro měření hloubky se užívaly jednotky sáh (fathom) a kabel nebo kabelová délka (cable, cable length). Sáh (fathom) vyjadřoval podle legendy délku rozpažených paží vikinga.
Mimo běžné definice kabelu jako jedné desetiny námořní míle existují i další, mj. 1 kabel = 120 sáhů, užívané námořnictvem USA (U.S. Navy) a také 1 kabel = 100 sáhů (tedy 182,88 m).
| Námořní (nautické) jednotky | Námořní (nautické) jednotky | Námořní (nautické) jednotky | V jednotkách SI | V jednotkách SI |
| jednotka                    | zkratka                     | česky                       | cca             | přesně          |
| fathom                      | fm, fth                     | sáh                         | 1,83 m          | 1,8288 m        |
| cable (imp.)                | cbl                         | (kabel)                     | 185 m           | 185,3184 m      |
| cable (U.S. Navy)           | cbl                         | (kabel)                     | 219 m           | 219,456 m       |
| nautical mile (imp)         | n. mi. (imp)                | námořní míle                | 1,85 km         | 1853,184 m      |
| nautical mile (internat.)   | n. mi., nm                  | námořní míle                | 1,85 km         | 1852 m          |
| sea league                  |                             | (námořní legua)             | 5,56 km         | 5556 m          |

| Vztah jednotek mezi sebou |            |                                         |
| jednotka                  | zkratka    | je rovno                                |
| fathom                    | fm, fth    | (= 6 feet)                              |
| cable (imp.)              | cbl        | = 1/10 sm                               |
| cable (U.S. Navy)         | cbl        | = 120 fm (=720 feet)                    |
| nautical mile (internat.) | n. mi., nm | (= 1,15078 statute mile = 6076,12 feet) |
| sea league                |            | = 3 n. mi.                              |

### Americké zeměměřičské jednotky
Americké zeměměřičské jednotky (U.S. survey units) byly používány v USA výlučně Národní geodetickou službou (National Geodetic Survey (NGS), do r. 1970 U.S. Coast and Geodetic Survey). Jediným rozdílem je zanedbatelně odlišná definice základní jednotky inch, který je o 0,0000508001 mm větší než imperiální inch (rozdíl činí 3 mm na míli). Údaje v těchto jednotkách nesou často (ale ne vždy) označení U.S. survey. Poměr jednotek mezi sebou je stejný jako u imperiálních jednotek. Od roku 1986 již NGS interně používá jen jednotek SI, pouze pro potřeby 8 federálních států výsledky přepočítává do starých amerických zeměměřičských jednotek.

### Další jednotky
Mimo výše zmíněných délkových jednotek existuje v angloamerické měrné soustavě ještě celá řada dalších, z velké části zastaralých jednotek. Za zmínku stojí:
- point (česky: bod, typografický bod, puntík), zkratka pt, jednotka, užívaná v angloamerické soustavě v typografii pro vyjádření velikosti písmen namísto jinak dříve obvyklého cicera, přičemž tento bod je nepatrně menší než body, na které se dříve dělilo cicero (1 cicero = 12 bodů po 0,376 mm)
- line a barleycorn jako dílčí jednotky coulu
- mil je 1/1000 palce přesně a tato jednotka je hojně využívaná v elektronice a mikroelektronice. V násobcích mil se obvykle definují rozteče vývodů elektronických součástek a potažmo tvoří mil obvykle základní rastr pro návrh plošných spojů. Například integrovaný obvod v pouzdře DIP má vzdálenost sousedních vývodů 100 mil = 2,54 mm.

Výběr těchto jednotek je obsažen v následující tabulce.
| Další jednotky  | Další jednotky | Další jednotky   | V jednotkách SI | V jednotkách SI |
| jednotka        | zkratka        | česky            | cca             | přesně          |
| mil (milliinch) |                | (tisícina coulu) |                 | 0,0254 mm       |
| calibre         | cal            | (kalibr)         | 0,25 mm         | 0,254 mm        |
| point           | pt             | bod (typogr.)    | 0,35 mm         | 0,352777... mm  |
| line            | ln             | čárka            | 2,12 mm         | 2,11666... mm   |
| barleycorn      |                | (zrno ječné)     | 8,47 mm         | 8,4666... mm    |
| digit           |                | (prst)           | 1,9 cm          | 1,905 cm        |
| finger          |                | prst             | 2,2 cm          | 2,2225 cm       |
| stick           |                |                  | 5,1 cm          | 5,08 cm         |
| nail            |                |                  | 5,7 cm          | 5,715 cm        |
| palm            |                | dlaň             | 7,6 cm          | 7,62 cm         |
| hand            |                |                  | 10 cm           | 10,16 cm        |
| shaftment       |                |                  | 15 cm           | 15,24 cm        |
| span; quarter   |                |                  | 22 cm           | 22,62 cm        |
| cubit           |                |                  | 46 cm           | 45,72 cm        |
| pace            |                | (krok)           | 76 cm           | 76,2 cm         |
| ell             |                |                  | 1,14 m          | 1,143 m         |
| rope            |                |                  | 6,1 m           | 6,096 m         |

| Vztah jednotek mezi sebou |         |                          |
| jednotka                  | zkratka | je rovno                 |
| mil                       |         | 1/1000 inch              |
| calibre                   | cal     | 1/100 inch               |
| point                     | pt      | 1/72 inch                |
| line                      | ln      | 1/12 inch                |
| barleycorn                |         | 1/3 inch                 |
| digit                     |         | 3/4 inch                 |
| finger                    |         | 7/8 inch                 |
| stick                     |         | 2 inch                   |
| nail                      |         | 3 digit = 1/16 yard      |
| palm                      |         | 3 inch                   |
| hand                      |         | 4 inch                   |
| shaftment                 |         | 6 inch                   |
| span; quarter             |         | 9 inch = 3 palm = ¼ yard |
| cubit                     |         | 18 inch                  |
| pace                      |         | 2 ½ foot                 |
| ell                       |         | 20 nail = 45 inch        |
| rope                      |         | 20 foot                  |

## Jednotky plochy
Plošné jednotky angloamerické soustavy se vyznačují obdobnou nepřehledností jako i jednotky délky. Při definici plošných jednotek lze rozeznávat následující systémy:
- čtvereční jednotky o stejných stranách, vycházející z odpovídajících jednotek délky; jsou označovány jako square (zkratka sq pro čtvereční), patří sem např. square inch (tedy inch x inch), square foot, square yard, square mile atp.
- jednotky o nestejných stranách jako board (1 inch x 1 foot) nebo acre (1 furlong x 1 chain nebo 40 rod x 4 rod tedy 160 square rods)
- jednotky odvozené z násobků jiných plošných jednotek jako cord (= 192 board) nebo township (= 36 section)
- tzv. kruhové jednotky, označované jako circular (zkratka circ): circular mile a circular inch (jedná se o násobek ¼ π x jednotka na druhou)

Některé další, historické jednotky (yardland, hide, barony), používané pro výměru pozemků, vyšly z použití. Jejich definice se velmi lišily (tak např. yardland obnášel mezi 15 a 80 acre) a mely částečně abstraktní charakter pouze pro přibližné vyjádření velikosti pozemku, aniž by se přitom měla na zřeteli nějaká přesná velikost (pozemek měřený v yardland byl „malý“, měřený však v barony byl „velký“). Jednotka hide byla často užívána pro výměr daní. Nejčastěji lze vycházet z toho, že yardland (také virgate) obnášel 30 acre, hide 100 acre a barony 4000 acre.
Pro plošné jednotky, používané v USA, platí to samé jako i o jednotkách délky: jedná-li se o tzv. zeměměřičské jednotky (U.S. survey), tak jsou tyto odvozeny ze zanedbatelně odlišné definice základní jednotky inch a jsou nepatrně větší.
| Jednotky plochy      | Jednotky plochy | Jednotky plochy  | V jednotkách SI | V jednotkách SI      |
| jednotka             | zkratka         | česky            | cca             | přesně               |
| circular inch        | circ in         | (kruhový coul)   | 5 cm²           | 5,06707479164... cm² |
| square inch          | sq in           | coul²            | 6,5 cm²         | 6,45160 cm²          |
| square foot          | sq ft           | stopa²           | 930 cm²         | 0,09290304 m²        |
| square yard          | sq yd           | yard²            | 0,84 m²         | 0,83612736 m²        |
| square rod (perch)   | sq rd           |                  | 25,3 m²         | 25,29285264 m²       |
| board                | bd              |                  | 77,4 cm²        | 77,4192 cm²          |
| cord                 |                 |                  | 1,49 m²         | 1,48644864 m²        |
| rood                 | ro              |                  | 1011 m²         | 1011,7141056 m²      |
| acre                 | a, ac           | akr (= ~ 0,4 ha) | 4047 m²         | 4046,8564224 m²      |
| square mile          | sq mi           | míle²            | 2,6 km²         | 2,58998811 km²       |
| section (US Survey)  |                 |                  | 2,6 km²         | 2,5899984703195 km²  |
| township (US Survey) |                 |                  | 93,2 km²        | 93,239944931502 km²  |

| Vztah jednotek mezi sebou |         |                                                     |
| jednotka                  | zkratka | je rovno                                            |
| circular inch             | circ in | = ¼ π x inch²                                       |
| square foot               | sq ft   | = 144 sq in                                         |
| square yard               | sq yd   | = 9 sq ft = 1296 sq in                              |
| board                     | bd      | = 1 inch x 1 foot                                   |
| cord                      |         | = 192 bd                                            |
| rood                      | ro      | = ¼ acre                                            |
| acre                      | a, ac   | = 1 furlong x 1 chain = 4 rod x 40 rod = 160 sq rod |
| section (US survey)       |         | = 1 mile² (US survey)                               |
| township (US survey)      |         | = 36 section = 36 mile² (US survey)                 |

## Krychlové (kubické) jednotky objemu (duté míry)
Obdobně jako i v metrické soustavě SI existují i krychlové jednotky, odvozené ze základních jednotek délky. Sem patří zejména
- cubic inch (cu in) = inch³ = 16,387064 cm³
- cubic foot (cu ft) = foot³ = 0,028316846 592 m³
- cubic yard (cu yd) = yard³ = 0,764 554 857 984 m³

Jejich používání však není tak rozšířeno jako v soustavě SI, angloamerická soustava se vyznačuje existencí jiných, historických jednotek, jejichž definice jsou odlišné.
K nejznámějším kubickým jednotkám angloamerické soustavy patří galon (gallon), jichž existovalo v minulosti velké množství. Při vzniku moderního systému dutých měr hrály následující značnou roli: roku 1707 převzaly USA pro tekutiny (původně britský) vinný galon (wine gallon, rovný 3 × 7 × 11 coulům tedy 231 kubickým coulům, původně 230,907 kubických coulů) a jinak tzv. obilní galon (corn gallon, 268,8 kubických coulů). Kolonisté v Severní Americe převzali tehdejší britský vinný galon pro všechny tekutiny (mj. i pro naftu), zatímco ve Velké Británii tehdy platily dva různé galony (wine gallon a ale gallon), které byly až roku 1824 zrušeny a nahrazeny jednotným (imperiálním) galonem, který byl definován jako 277,41945 kubických coulů (10 liber čisté vody při 62 °F); v USA ke změně nedošlo.
Veškeré jednotky mají v britském i americkém systému stejná jména (až na drachm, v USA dram) a povětšinou i stejné přepočtové faktory mezi sebou. Aby se zamezilo záměnám, bývá u britských jednotek často uvedeno Imp a u amerických U.S. Toto je důležité, protože např. britská unce pro tekutiny (fluid ounce) je menší než stejnojmenná americká, ale odvozené jednotky jako pint, quart a gallon jsou zase větší. Pozoruhodné dále je, že jak britský tak i americký barel pro naftu (petrol barrel, naftový sud) obnášejí oba zhruba 159 litrů, ačkoliv se britský skládá z 35 galonů (Imp) a americký z 42 galonů (U.S.).
Další překážkou k rychlému pochopení této soustavy je skutečnost, že částečně existují rozdílné míry pro tekuté (wet) a suché (dry) látky. Ve Velké Británii byly duté míry pro suché látky roku 1968 zrušeny, takže dnes existují celkem tři rozdílné systémy: imperiální (tedy původně wet, ve Velké Británii, který dnes nalézá použití i pro suché látky), U.S. wet (tekutiny v USA) a U.S. dry (suché látky v USA). Míra bushel (bušl), zásadně dutá míra, se pak používá v USA ve dvou variantách jako jednotka hmotnosti pro obilí.
| Krychlové jednotky: imperial (wet) | Krychlové jednotky: imperial (wet) | Krychlové jednotky: imperial (wet) | V jednotkách SI | V jednotkách SI      |
| jednotka                           | zkratka                            | česky                              | cca             | přesně               |
| fluid drachm                       | fl dr                              |                                    | 3,55 ml         | 0,003 551633032809 l |
| fluid ounce                        | fl oz                              | tekutá unce                        | 2,84 cl         | 0,028413 l           |
| gill                               | gi                                 |                                    | 1,42 dl         | 0,142065 l           |
| pint                               | pt                                 | pinta                              | 5,68 dl         | 0,56826 l            |
| quart                              | qt                                 |                                    | 1,14 l          | 1,13652 l            |
| gallon                             | gal                                | galon                              | 4,55 l          | 4,54609 l            |
| (petrol) barrel                    | bl, bbl                            | barel                              | 1,59 hl         | 159,113 l            |

| Krychlové jednotky: US wet | Krychlové jednotky: US wet | Krychlové jednotky: US wet | V jednotkách SI | V jednotkách SI     |
| jednotka                   | zkratka                    | česky                      | cca             | přesně              |
| fluid dram                 | fl dr                      |                            | 3,70 ml         | 0,003696691195310 l |
| fluid ounce                | fl oz                      | tekutá unce                | 29,57 ml        | 0,02957353 l        |
| gill                       | gi                         |                            | 1,18 dl         | 0,118294118250 l    |
| pint                       | pt                         | pinta                      | 4,73 dl         | 0,473176473 l       |
| quart                      | qt                         |                            | 9,46 dl         | 0,946352946 l       |
| gallon                     | gal                        | galon                      | 3,79 l          | 3,785411784 l       |
| (petrol) barrel            | bl, bbl                    | barel                      | 1,59 hl         | 158,987294928 l     |

Pokud je vztah jednotek mezi sebou stejný pro systém Imp (wet) i US wet, jsou tyto poměry uvedeny v následující tabulce v jedné řádce s tím, že údaje se vztahují na ten samý systém.
| Vztah jednotek mezi sebou |         |                                                                |
| jednotka                  | zkratka | je rovno                                                       |
| fluid drachm / dram       | fl dr   | = 1/8 fl oz                                                    |
| fluid ounce (Imp)         | fl oz   | = 1/5 gi (Imp) = 8 fl dr (Imp)                                 |
| fluid ounce (US wet)      | fl oz   | = 1/4 gi (US wet) = 8 fl dr (US wet)                           |
| gill                      | gi      | = ¼ pt = 1/8 qt (Imp: = 5 fl oz Imp; US wet: = 4 fl oz US wet) |
| pint                      | pt      | = ½ qt = 1/8 gal                                               |
| quart                     | qt      | = ¼ gal = 2 pt                                                 |
| gallon (Imp)              | gal     | = 277,42 inch³ (= 4 qt (Imp) = 8 pt (Imp))                     |
| gallon (US wet)           | gal     | = 231 inch³ (= 4 qt (US wet) = 8 pt (US wet))                  |
| (petrol) barrel (Imp)     | bl, bbl | = 35 gal (Imp)                                                 |
| petrol barrel             | bl, bbl | = 42 gal (US wet) = ½ firkin                                   |

| Krychlové jednotky: US dry | Krychlové jednotky: US dry | Krychlové jednotky: US dry | V jednotkách SI | V jednotkách SI     |
| jednotka                   | zkratka                    | česky                      | cca             | přesně              |
| pint                       | pt                         | pinta                      | 5,51 dl         | 0,550610515239 l    |
| quart                      | qt                         |                            | 1,10 l          | 1,101 221 030 l     |
| gallon                     | gal                        | galon                      | 4,40 l          | 4,404 884 121 915 l |
| peck                       | pk                         |                            | 8,81 l          | 8,809 768 244 l     |
| (Winchestr)                | bsh                        | bušl                       | 35,30 l         | 35,239 072 975 l    |
| quarter                    | qr                         |                            | 2,82 hl         | 281,912 583 803 l   |

| Vztah jednotek mezi sebou |         |                                                                |
| jednotka                  | zkratka | je rovno                                                       |
| pint                      | pt      | = 1/8 gal                                                      |
| quart                     | qt      | = 2 pt = ¼ gal                                                 |
| gallon                    | gal     | = 8 pt = 4 quart = ½ pk (≅ 268,8 inch³)                        |
| peck                      | pk      | = 2 gal = ¼ bsh                                                |
| bushel                    | bsh     | = 8 gal = 1/8 qr (=8 inch × π•(18½ inch ÷ 2)² ≅ 2150,42 inch³) |
| quarter                   | qr      | = 8 bsh                                                        |

## Jednotky hmotnosti
Základem angloamerických jednotek pro hmotnost (nikoliv pro váhu) je systém avoirdupois, který byl převzat kolem 15. století z Francie. Aby se zamezilo záměně s jinými systémy, užívá se u jednotek často zkratka avdp. Tyto jednotky se někdy označují jako obchodní jednotky.
Základní jednotkou je pound (avdp; česky libra). Dříve užívaný a 1878 zavedený pound ve Velké Británii se nepatrně lišil od amerického (zavedeného 1893). Roku 1960 byl pak jednotně definován jako 453,592370 g. Jednotky větší než pound jsou však v důsledku různých definic i nadále rozdílné. Protože tyto britské jednotky jsou menší nežli americké, užívá se pro rozlišení často označení short (krátký) pro britské a long (dlouhý) pro americké před jednotkou. Ve Velké Británii zrušená jednotka stone je zejména starší generací stále ještě užívána pro vyjádření hmotnosti vlastního těla.
Méně významný, i když stále užívaný, je systém troy pro vážení mincí a drahých kovů; jejich jednotky jsou jak v USA, tak i ve Velké Británii stejné, používání jednotky troy pound bylo však ve Velké Británii 1879 zrušeno (dnes je platná pouze v USA). Pro rozlišení se užívá označení troy. Jak britské tak i americké jednotky jsou identické.
Dřívější lékárenský systém apothecaries byl z převážné většiny nahrazen metrickými jednotkami. Pro rozlišení se užívá zkratka ap. Jak britské tak i americké jednotky jsou identické.
Všechny tyto tři systémy mají tu samou a identickou jednotku: grain. Zatímco však násobky této jednotky má (částečně) stejné označení (ounce, pound), je jejich poměr k jednotce grain rozdílný. Navíc se tyto systémy liší tím, že jednotky mezi grain a ounce jsou částečně odlišné.
V užívání v USA jsou i dvě varianty jednotky bushel, což je původně dutá míra, která se však používá jako jednotka hmotnosti pro obilné produkty:
- bushel (maize), česky bušl na kukuřici, používán i na žito, 
 rovno 56 pound = 25,401172720 kg
- bushel (wheat), česky bušl na pšenici, používán i na sójové lusky, 
 rovno 60 pound = 27,215542200 kg

Čtvrtý systém, nazývaný Tower, používaný dříve pouze ve Velké Británii, má pouze historický význam a zanikl před několika stoletími.
| Jednotky hmotnosti: grain | Jednotky hmotnosti: grain | Jednotky hmotnosti: grain | V jednotkách SI | V jednotkách SI |
| jednotka                  | zkratka                   | česky                     | cca             | přesně          |
| grain                     | gr                        | (zrno)                    | 65 mg           | 0,06479891 g    |

| Jednotky hmotnosti: avoirdupois | Jednotky hmotnosti: avoirdupois | Jednotky hmotnosti: avoirdupois | V jednotkách SI | V jednotkách SI   |
| jednotka                        | zkratka                         | česky                           | cca             | přesně            |
| dram                            | dr                              |                                 | 1,77 g          | 1,7718451953125 g |
| ounce                           | oz                              | unce                            | 28,4 g          | 28,349523125 g    |
| pound                           | lb                              | libra                           | 0,45 kg         | 453,59237 g       |

| Vztah jednotek mezi sebou |         |                   |
| jednotka                  | zkratka | je rovno          |
| dram                      | dr      | = 1/16 oz         |
| ounce                     | oz      | = 1/16 lb         |
| pound                     | lb      | = 7000 gr = 16 oz |

| Jednotky hmotnosti: short avoirdupois | Jednotky hmotnosti: short avoirdupois | Jednotky hmotnosti: short avoirdupois | V jednotkách SI | V jednotkách SI |
| jednotka                              | zkratka                               | česky                                 | cca             | přesně          |
| quarter                               |                                       |                                       | 11,3 kg         | 11,33980925 kg  |
| hundredweight                         | cwt                                   |                                       | 45,4 kg         | 45,359237 kg    |
| ton                                   | T, to                                 | tuna                                  | 0,907 t         | 907,18474 kg    |

| Vztah jednotek mezi sebou |         |                                       |
| jednotka                  | zkratka | je rovno                              |
| quarter                   |         | = ¼ cwt                               |
| hundredweight             | cwt     | = 100 lb = 4 quarter = 1/20 short ton |
| short ton                 | T, to   | = 20 cwt                              |

| Jednotky hmotnosti: long avoirdupois | Jednotky hmotnosti: long avoirdupois | Jednotky hmotnosti: long avoirdupois | V jednotkách SI | V jednotkách SI |
| jednotka                             | zkratka                              | česky                                | cca             | přesně          |
| stone                                | st                                   | (kámen)                              | 6,35 kg         | 6,35029318 kg   |
| quarter                              | qu, qr                               |                                      | 12,7 kg         | 12,70058636 kg  |
| hundredweight                        | cwt                                  |                                      | 50,8 kg         | 50,80234544 kg  |
| long ton                             | T, to                                | tuna                                 | 1,02 t          | 1016,046908 kg  |

| Vztah jednotek mezi sebou |         |                               |
| jednotka                  | zkratka | je rovno                      |
| stone                     | st      | = 14 pound                    |
| quarter                   | qu, qr  | = 2 st = ¼ cwt                |
| hundredweight             | cwt     | = 4 qu = 8 st = 1/20 long ton |
| long ton                  | T, to   | = 20 cwt                      |

| Jednotky hmotnosti: troy | Jednotky hmotnosti: troy | Jednotky hmotnosti: troy | V jednotkách SI | V jednotkách SI |
| jednotka                 | zkratka                  | česky                    | cca             | přesně          |
| pennyweight              | dwt                      |                          | 1,56 g          | 1,55517384 g    |
| ounce                    | oz, tr oz, oz t          | troyská unce             | 31,1 g          | 31,1034768 g    |
| pound                    | lb, tr lb, lb t          |                          | 0,37 kg         | 373,2417216 g   |

| Vztah jednotek mezi sebou |                 |                                  |
| jednotka                  | zkratka         | je rovno                         |
| pennyweight               | dwt             | = 24 grain                       |
| ounce                     | oz              | = 20 dwt = 480 grain             |
| pound                     | lb, tr lb, lb t | = 12 oz = 5760 grain (= 1 lb ap) |

| Jednotky hmotnosti: apothecaries | Jednotky hmotnosti: apothecaries | Jednotky hmotnosti: apothecaries | V jednotkách SI | V jednotkách SI |
| jednotka                         | zkratka                          | česky                            | cca             | přesně          |
| scruple                          | s, s ap, ap s                    |                                  | 1,3 g           | 1,2959782 g     |
| dram                             | dr, dr ap, ap dr                 |                                  | 3,9 g           | 3,8879346 g     |
| ounce                            | oz, oz ap, ap oz                 | (lékárenská unce)                | 31,1 g          | 31,1034768 g    |
| pound                            | lb, lb ap, ap lb                 | (lékárenská libra)               | 0,37 kg         | 373,2417216 g   |

| Vztah jednotek mezi sebou |                  |                                       |
| jednotka                  | zkratka          | je rovno                              |
| scruple                   | s, s ap          | = 20 grain                            |
| dram                      | dr, dr ap        | = 3 s                                 |
| ounce                     | oz, oz ap        | = 8 dr (=1 troy ounce)                |
| pound                     | lb, lb ap, ap lb | = 12 oz = 5760 grain (= 1 troy pound) |

## Jiné jednotky
Mimo výše zmíněné jednotky existují i další vedlejší a odvozené jednotky, kde se angloamerická měrná soustava liší od soustavy SI (a tím i od dřívějšího metrického systému). Většina se jich týká spíše odborné literatury. Jako příklad lze uvést
- pound-force (lbf) pro měření síly (= 4,448 221 615 260 500 kg•m/s²)
- British thermal unit (Btu) pro měření energie (= 1,055 kJ)

Z mnoha dřívějších časových jednotek se uchoval pouze fortnight (z fourteen nights, doslovný překlad: čtrnáct nocí) tedy 14 dní (dva týdny  ). Výběr některých dalších jednotek je v následujícím přehledu.

### Rychlost
Běžnou jednotkou pro měření rychlosti je mph (mile per hour, tedy míle za hodinu), odpovídající 1,609344 km/h, méně užívanou odvozenou jednotkou je ft/s (foot per second, tedy stopa za sekundu), odpovídající 1,09728 km/h nebo 0,3048 m/s. Jistou kuriozitou je Irsko, kde silniční vzdálenosti se sice uvádějí již v kilometrech, ale rychlost stále ještě v mílích za hodinu.
V námořní (a také letecké) dopravě je rychlost měřena v námořních mílích za hodinu (nautical mile per hour), která je však uváděna jako zvláštní jednotka uzel (knot, zkratka kt) a odpovídá 1,852 km/h.

### Teplota
V anglicky mluvících státech stále ještě převažuje užívání stupňů Fahrenheita a ne Celsia při měření teploty (to neplatí o vědecké literatuře, kde je často užívána obvyklá Kelvinova stupnice). Mezi stupnicí Fahrenheita a Celsia existují dva zásadní rozdíly:
- nulová (počáteční) hodnota 0 °C odpovídá na stupnici Fahrenheita 32 °F (0 °F je pak −17,777... °C)
- velikost jednoho stupně je rozdílná: 1 °F = 5/9 °C (a naopak, 1 °C = 9/5 °F)

Pro přepočet teplot mezi stupnicí Celsia t[°C] a stupnicí Fahrenheita t[°F] platí následující vzorce:
- t[°C] = (t[°F] − 32) × 5/9
- t[°F] = t[°C] × 9/5 + 32

### Kuchyňské jednotky
Pro Evropana je především nezvyklé, že v receptech se množství potřebného materiálu a přísad v receptech neuvádí jejich váhou, ale objemem. Zatímco britské kuchyňské jednotky, používané zejména ve starších receptech, se mohou lišit (některé prameny tvrdí, že v mnoha případech šlo o to, jak velký hrníček měl ten který kuchař při ruce, když formuloval recept), jsou odpovídající americké jednotky jednoznačně definovány. Rozšíření těchto jednotek ve Velké Británii (a stále více i v USA) je dnes již spíše výjimečné.
Základní jednotkou je cup (hrnek, hrníček), odvozenými (menšími) jednotkami jsou tablespoon (stolní lžíce, zkratka Tbsp) a teaspoon (čajová, tedy malá lžička, zkratka tsp). Pro americké jednotky platí definice
- 1 cup = 8 fluid ounce (8 tekutých uncí) = 2,365882365 dl; 1tablespoon = 1/16 cup =1,478 cl, 1teaspoon = 1/3 tablespoon = 0,498 cl

Pro odpovídající britské jednotky jsou ponejvíce udávány poměry
- 1cup = 2,8413 dl, 1 tablespoon = 1,7758 cl a 1 teaspoon je 0,4439 ml

(dále existují ještě rozdílné saltspoon, desertspoon a tea cup). Přepočet na jinak obvyklé gramy a další jednotky hmotnosti není možný – u každé látky (sůl, mouka, cukr atd.) je poměr jiný. Pro britské jednotky pak nezávazně platí, že by se mohlo jednat o přibližně stejné poměry jako u zde uvedených amerických jednotek.